# Ambonus proximus
Ambonus proximus är en skalbaggsart som först beskrevs av Berg 1889.  Ambonus proximus ingår i släktet Ambonus och familjen långhorningar. Inga underarter finns listade i Catalogue of Life.